# Cularo
Cularo (ou Cularone, forme latinisée) est le nom gaulois de la ville de Grenoble. Sa première référence officielle écrite remonte au 6 juin 43 av. J.-C., mais de nombreuses traces archéologiques laissent penser que le site était habité bien avant, puisqu'installé sur une route menant à Rome. Ses habitants font partie du peuple des Allobroges dont la ville constitue une frontière avec les territoires des peuples des Vertamocores et des Tricores.
À la suite de l'accès au statut de civitas (cité de droit romain, en grec polis), Cularo change de nom en 381 et devient Gratianopolis.

## Géographie
L'agglomération primitive s'est installée sur une légère éminence alluviale, haute d'environ 2,5 mètres par rapport au reste de la vallée, et entourée par trois cours d'eau. D'abord, l'Isère encerclant le mont Rachais, puis le Drac (Draquet ou Dravet à l'époque) occupant alors le site de l'actuel cours Jean-Jaurès, mais divaguant au fil des décennies et créant des marécages, et enfin, le ruisseau du Verderet venant d'Eybens et qui se jetait dans l'Isère au niveau de l'actuelle passerelle Saint-Laurent (actuellement détourné pour s'y jeter au niveau du musée de Grenoble).
À ces contraintes de franchissement de cours d'eau, il faut rajouter celles de l'accès physique par les massifs qui entourent cette vaste vallée à la planéité parfaite.

## Historique
Durant la période de la préhistoire appelée mésolithique, des hommes s’installèrent sur le site de l'actuelle métropole de Grenoble dans des abris rocheux et des grottes, notamment à la Grande Rivoire sur les hauteurs de Sassenage qui a abrité des hommes du mésolithique, à partir de 8 000 ans avant l'ère chrétienne jusqu'à l'époque gallo-romaine,.
En 1893, l'archéologue Hippolyte Müller découvre, à la balme de l'Hermitage sur les hauteurs du Néron à Saint-Martin-le-Vinoux, des artéfacts du Néolithique, de l'âge du bronze, de l'époque romaine et burgonde,. Quelques années plus tard, ce même archéologue découvre en 1911 la Pierre du Bigot, du nom du hameau des hauteurs de Saint-Martin-d'Hères, laissant penser à la présence d'hommes au néolithique dans les environs de Cularo.
De son côté, l'archéologue Aimé Bocquet publie en 1963 les circonstances de la découverte trois ans auparavant d'une nécropole protohistorique à Saint-Paul-de-Varces, au pied de la montagne d'Uriol. Les fouilles ont permis de trouver dans des éboulis plusieurs dizaines de squelettes et du mobilier funéraire (bracelets de bronze, épingles, rouelles, perles d'ambre, gobelet caliciforme, etc.) daté entre 2 000 et 500 ans avant notre ère (chalcolithique final, âge du bronze et premier âge du fer).
Ces générations d'hommes, derniers chasseurs-cueilleurs devenus agriculteurs-éleveurs ont donc arpenté la plaine marécageuse de l'actuelle Grenoble qui portait alors le nom de Cularo. Le toponyme Cularo est issu du gaulois cularo(n)- (cf. irlandais cularán « concombre », breton keler, coloren « noix de terre, truffe, tubercule »). Il signifiait vraisemblablement « champ de courges », le terme s'étant conservé dans le patois du Dauphiné sous la forme courla « courge ».

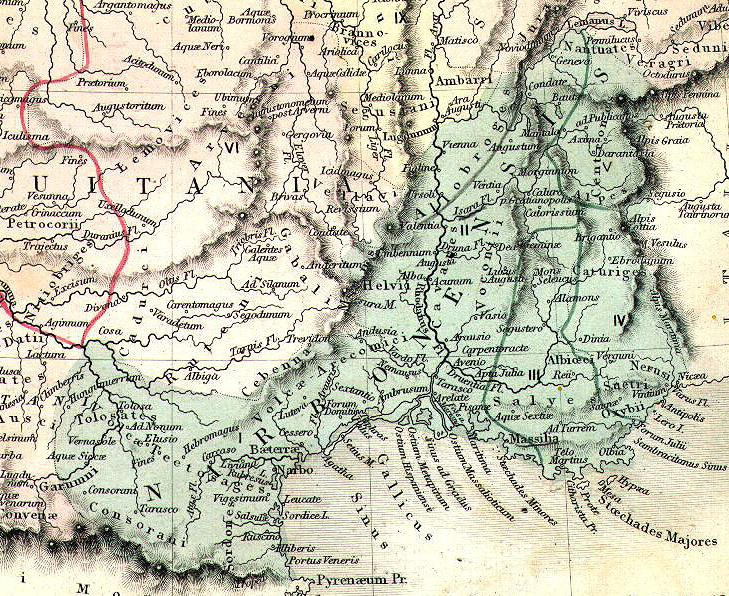
La Gaule narbonnaise et ses provinces à partir de 27 av. J.-C.

La bourgade s'était probablement installée sur les deux rives de l'Isère mais les témoignages des fouilles archéologiques prouvent que l'essentiel des zones d'habitation de Cularo se trouvent au sud de la rivière. D'autre part, de nombreux objets liés à la présence d'un site funéraire ont été retrouvés en 1949 de l'autre côté de l'Isère, à environ 1 200 mètres à vol d'oiseau des remparts de Cularo, sur l'actuelle commune de La Tronche, sur le site de la clinique universitaire du Grésivaudan.

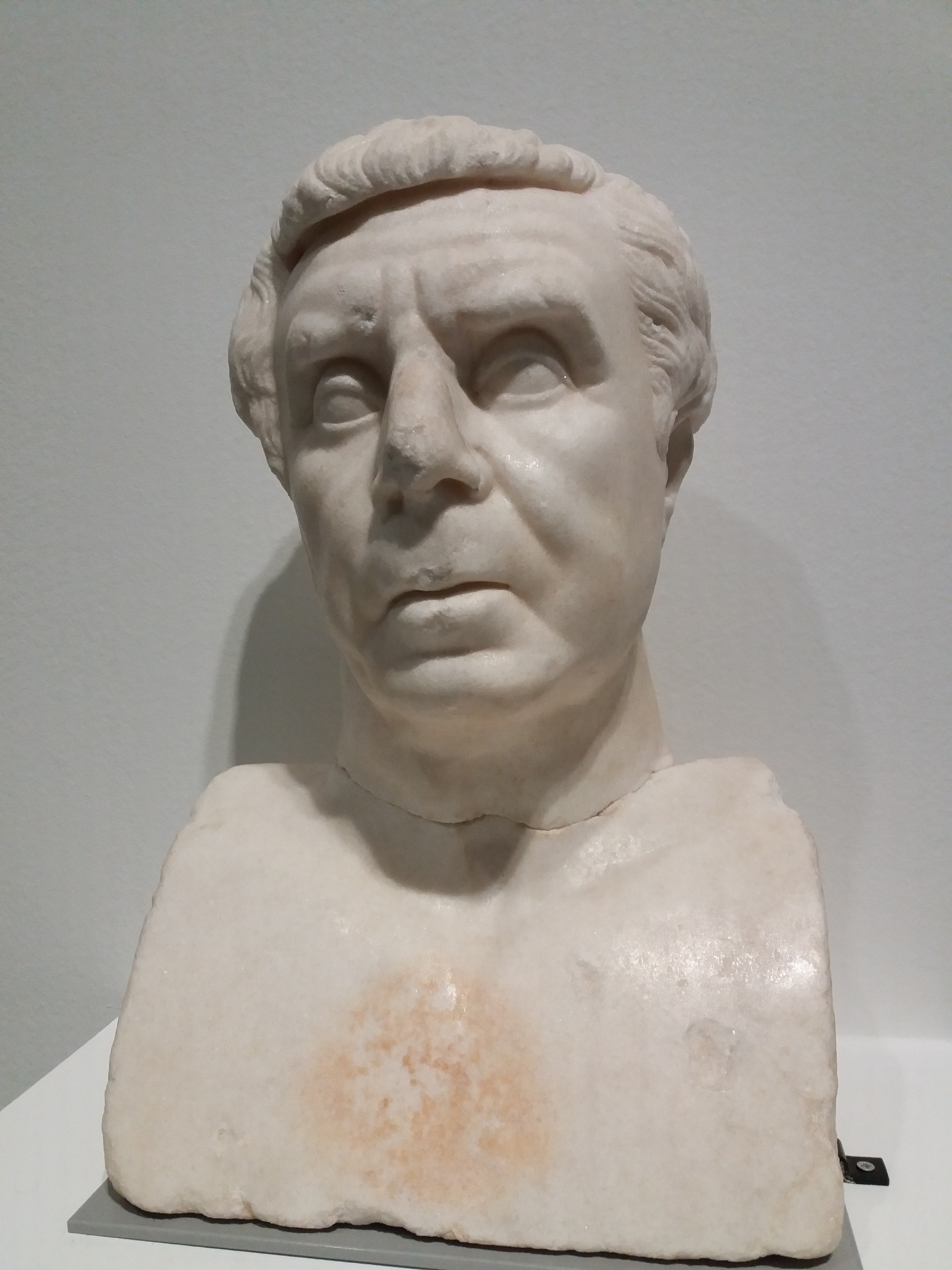
Buste supposé de Lucius Munatius Plancus.

À une date difficile à préciser mais vraisemblablement un peu antérieure à 36 av. J.-C., Octave, le futur empereur Auguste a transformé le statut de l'ancien pays des Allobroges vaincu par les Romains en 121 av. J.-C.. Le peuple des Allobroges est organisé en une colonie latine dont la capitale est la ville de Vienne, ce qui fait que l'on peut parler de Viennois plus que d'Allobrogie, du nom de la ville chef-lieu, la colonia Iulia Vienniensium célébrée par des monnayages. Vienne est alors la capitale d'une cité comprenant plusieurs autres agglomérations. La bourgade gauloise de Cularo prit dès lors le statut de vicus (village) de la province Viennoise, au sort de laquelle elle va rester attachée pendant trois siècles.
Pour l'histoire, la première date officielle connue concernant la bourgade est le 6 juin 43 av. J.-C., car un document écrit, daté de ce jour, atteste pour la première fois de l'existence de Cularo. Cet écrit provient du gouverneur de la Gaule transalpine, Lucius Munatius Plancus, également fondateur de Lugdunum, relatant à Cicéron qu'il a jeté un pont sur un grand fleuve qui baigne la frontière des Allobroges, le 12 mai précédent. Il va passer et repasser sur ce pont et le détruire, cela dans le cadre d'opérations militaires qui suivent l'assassinat de Jules César. Cularo est alors à la frontière avec le territoire du peuple des Voconces et franchir l'Isère qui la borde permet de passer d'un territoire à l'autre.
En réalité, il est fort probable que le peuple des Allobroges vit à cet endroit depuis plusieurs siècles à cause de la situation géographique de la bourgade, à la croisée de plusieurs voies de communication importantes entre Rome et Vienne.

## Construction de remparts pour la Cité
Jusqu'à la fin du IIIe siècle, Cularo est une bourgade ouverte, et comme pour de nombreuses autres cités de la Gaule à cette époque, la construction d'un mur fortifié est décidée[Qui ?] afin de défendre les habitants de la bourgade des raids des peuples germaniques. Il doit protéger contre les armes de jet et de propulsion de pierre, comme les balistes, les scorpions, les catapultes ou les onagres. Mais fait unique, les travaux sont financés par le pouvoir impérial. La construction du mur d'enceinte à Cularo se déroule entre 286 et 292, pendant la première tétrarchie sous le règne des co-empereurs Dioclétien et Maximien. Son nouveau statut de chef-lieu de civitas (cité) est certainement la raison de cette édification car il est bien peu probable que des empereurs se soient intéressés à la sécurité d'un simple vicus (village). D'autre part, si Cularo avait continué de dépendre de Vienne, des inscriptions sur les portes du rempart l'auraient mentionné.
L'érection des remparts de la civitas et des deux portes dédicacées aux co-empereurs doit être comprise dans une dimension politique, juridique et administrative. En effet, les travaux s'inscrivent dans le cadre de la politique dioclétienne de réforme en profondeur de l'organisation territoriale et de restauration de l'Empire romain, qui, en multipliant le nombre de provinces et en créant les diocèses entité supérieure aux provinces, lui donne le visage qu'il aura, avec des modifications ultérieures, durant tout le IVe siècle, et au début du Ve siècle, afin d'améliorer la situation d'un empire sous-administré et de rapprocher l'administration des habitants. En vertu de l'Édit de Caracalla ou Constitution antonine (212), les habitants libres de la civitas Cularo reçoivent la citoyenneté romaine, qui se transmet héréditairement, comportant la possession intégrale des droits civils (jus commercii [droit de propriété et droit de conclure des contrats], jus connubii [droit de contracter un mariage légitime avec les enfants de citoyens romains]) et des droits politiques (jus suffragii, ou droit de vote, et jus honorum, ou droit d'éligibilité).
À une période de grande réforme administrative dans l'Empire romain avec le découpage en trois cités de la cité de Vienne, Cularo est donc devenu à la fin du IIIe siècle, le siège administratif et politique d'un territoire qui comprend l'Oisans, le nord du Vercors, le massif de la Chartreuse, la combe et la cluse de Savoie.
Le rempart fait 9 à 10 mètres de hauteur depuis ses fondations, il est épais de 4,50 mètres à la base et 2,50 m au sommet, et mesure 1 150 mètres de long (en comparaison, Vienne : 7 200 m, Orléans : 1 100 m). Il est flanqué d'une trentaine de tours de guet semi-circulaires d'un diamètre d'environ 7,50 mètres et sa superficie ovale représente 9,09 hectares. La création de l'enceinte oblige la bourgade à se resserrer un peu plus et à l'abandon de certains quartiers car au fil des siècles, elle s'était étendue sur environ 15 hectares,.

### Une porte pour chaque empereur
À l'extérieur du rempart, la défense est renforcée par des douves alimentées par les cours d'eau voisins. Deux portes monumentales assurent l'accès à la bourgade, la porte Herculea, nommée en hommage à Maximien, puis appelée plus tard porte Viennoise pour la destination qu'elle prend, et la porte Jovia en hommage à Dioclétien, nommée plus tard porte Traine (contraction de romaine).

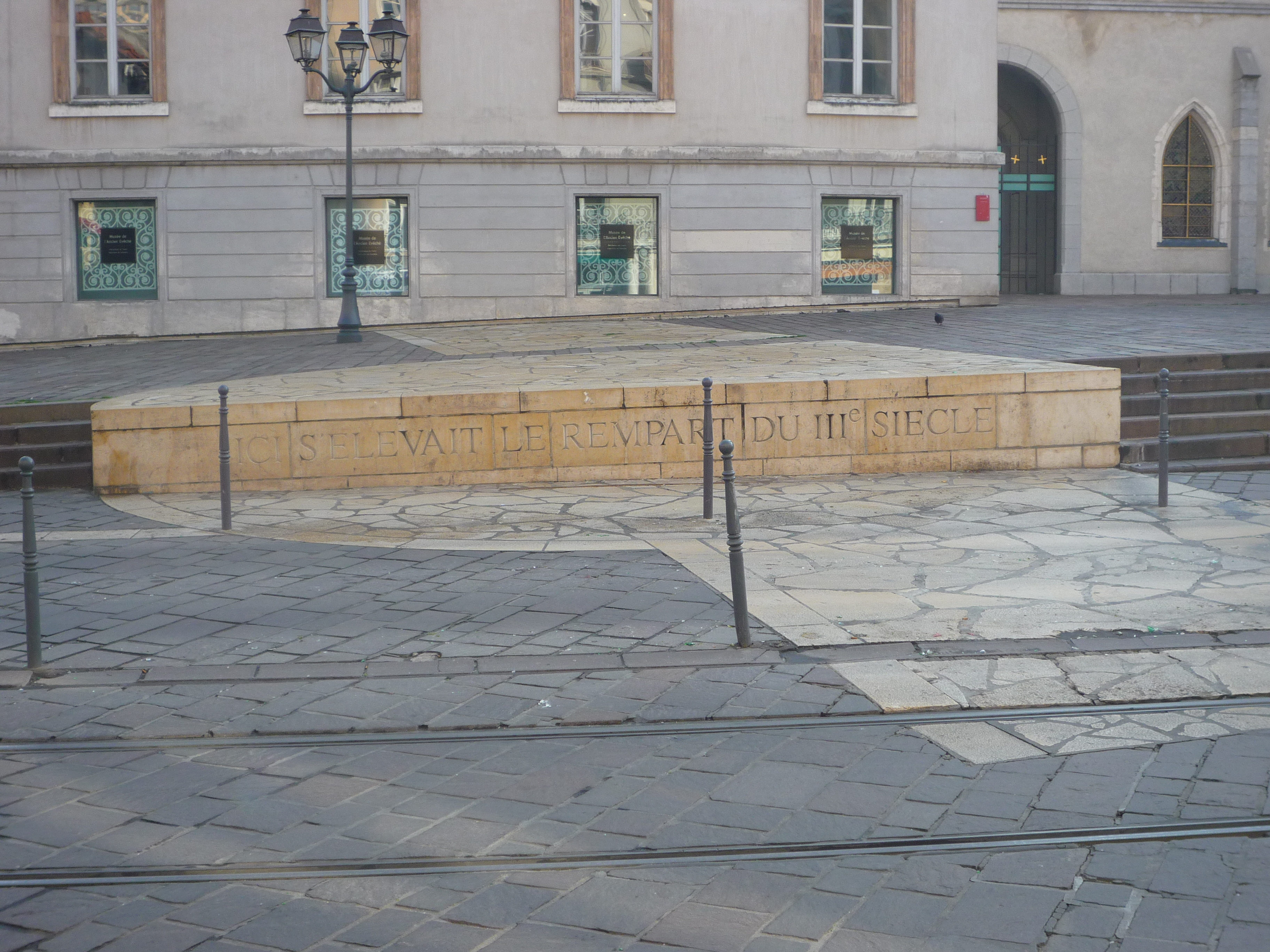
Site actuel de la porte Viennoise, place Notre-Dame.

La porte Viennoise, positionnée place Notre-Dame, devant le musée de l'Ancien Évêché, a été démolie à partir de 1804, elle donnait la possibilité aux voyageurs d'aller au centre administratif de Vienne via l'unique pont de bois sur l'Isère et la montée de Chalemont. Une fois le pont franchi, elle permettait également en partant vers le nord-est par la vallée du Grésivaudan de rejoindre Aoste en Italie via le col du Petit-Saint-Bernard, puis Turin. Lors de sa démolition, des épitaphes ont été trouvées, dans les fondations, laissant apparaître la présence de Triumvirs à Cularo, ainsi que d'un habitant mort à Rome mais ayant un monument funéraire à Cularo. Au-dessus de la porte, une pierre portait l'inscription : « Nos seigneurs, l'empereur César Gaius Aurélius Valérius Dioclétien, pieux, heureux, invincible, auguste et l'empereur César Aurélius Valérius Maximien, pieux, heureux, invincible, auguste, après l'achèvement des murs de Cularo et des bâtiments intérieurs élevés par leur prévoyance, ont donné à la porte Viennoise le nom de porte Herculéa. »

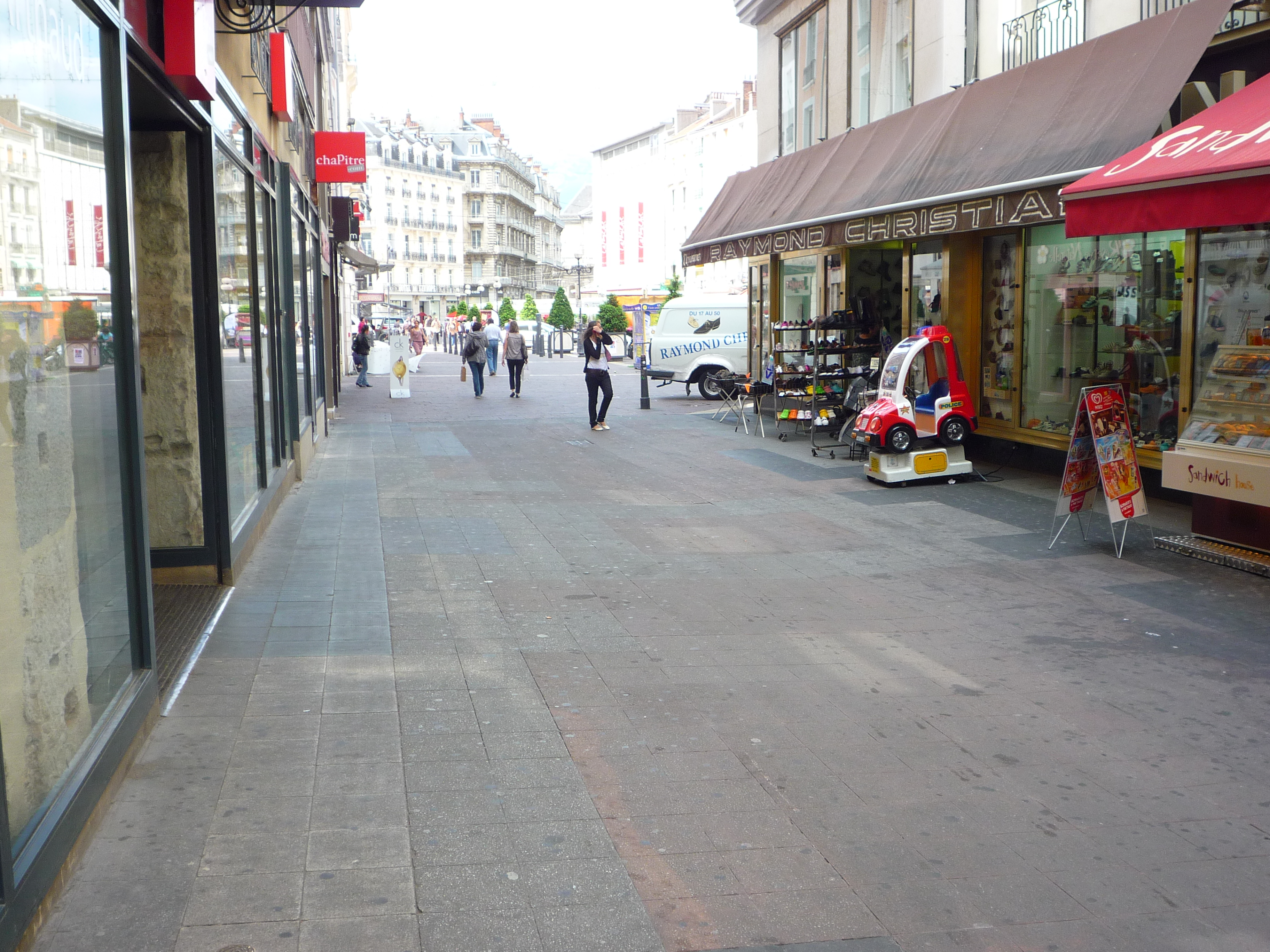
Site actuel de la porte Jovia, départ de la Grande Rue.

La porte Jovia, située quant à elle à l'entrée de l'actuelle Grande Rue devant la place Grenette, a été démolie en 1591 au moment de la construction de l'enceinte Lesdiguières. De cette porte les voyageurs se dirigeaient vers l'actuelle Bresson pour grimper sur le plateau de Brié-et-Angonnes afin de rejoindre la vallée de l'Oisans et partir pour Rome, via le col du Lautaret et le col de Montgenèvre.
Au-dessus de la porte, une pierre portait l'inscription : « Nos seigneurs, l'empereur César Gaius Aurélius Valérius Dioclétien, pieux, heureux, invincible, auguste et l'empereur César Aurélius Valérius Maximien, pieux, heureux, invincible, auguste, après l'achèvement des murs de Cularo et des bâtiments intérieurs élevés par leur prévoyance, ont donné à la porte romaine le nom de porte de Jovia. »
Dans la précipitation de la construction, toutes sortes de matériaux sont utilisés, y compris des morceaux d'édifices publics ou de sépultures. Malgré tout, la construction est très soignée, et sa solidité n'en sera pas affectée puisqu'elle protégera ses habitants pendant encore treize siècles. En 1804, la municipalité de Charles Renauldon décide de la démolition de la porte Viennoise ou Herculea qui menace de s'effondrer. Lors de cette démolition, un cadran solaire romain datant du IIe siècle est découvert dans ses fondations. En calcaire, monté sur un socle de forme cubique, une sphère forme un cadran gradué de forme hémisphérique au-dessus duquel était fixé un gnomon métallique, aujourd'hui disparu. Ce cadran est conservé et exposé de nos jours sous les arcades du cloître du musée dauphinois. Une stèle funéraire dédiée au magistrat Gaius Papius Secundus et dotée d'un fronton triangulaire arborant une ascia est également découverte à cette occasion. Elle est exposée au musée de l'Ancien Évêché.
D'autre part, en matière d'itinéraires, il existait également une troisième voie romaine partant de Cularo qui rejoignait Massalia (Marseille) via le Col de la Croix-Haute. Mais pour les historiens, le cheminement de cette dernière reste encore incertain dans la vallée de Cularo, du fait de la difficulté à franchir le Drac et d'un possible changement de chemin des voyageurs au fil des siècles.

## La vie quotidienne
Une activité fluviale existe à Cularo avec un port de commerce situé vers l'actuelle place de Bérulle, d'abondantes trouvailles en céramique (coupelles) ainsi que des amphores en apportent la preuve. L'Isère est navigable d'Albertville jusqu'au Rhône. Bateliers, meuniers, potiers, carriers, tisserands, agriculteurs, s'y ajoutant une foule de marchands et de transporteurs, le tout assure à la bourgade une prospérité toute relative. D'autre part, à l'entrée de la ville, sur le site de l'actuelle porte de France, se trouve une carrière exploitée dès cette époque par les carriers.

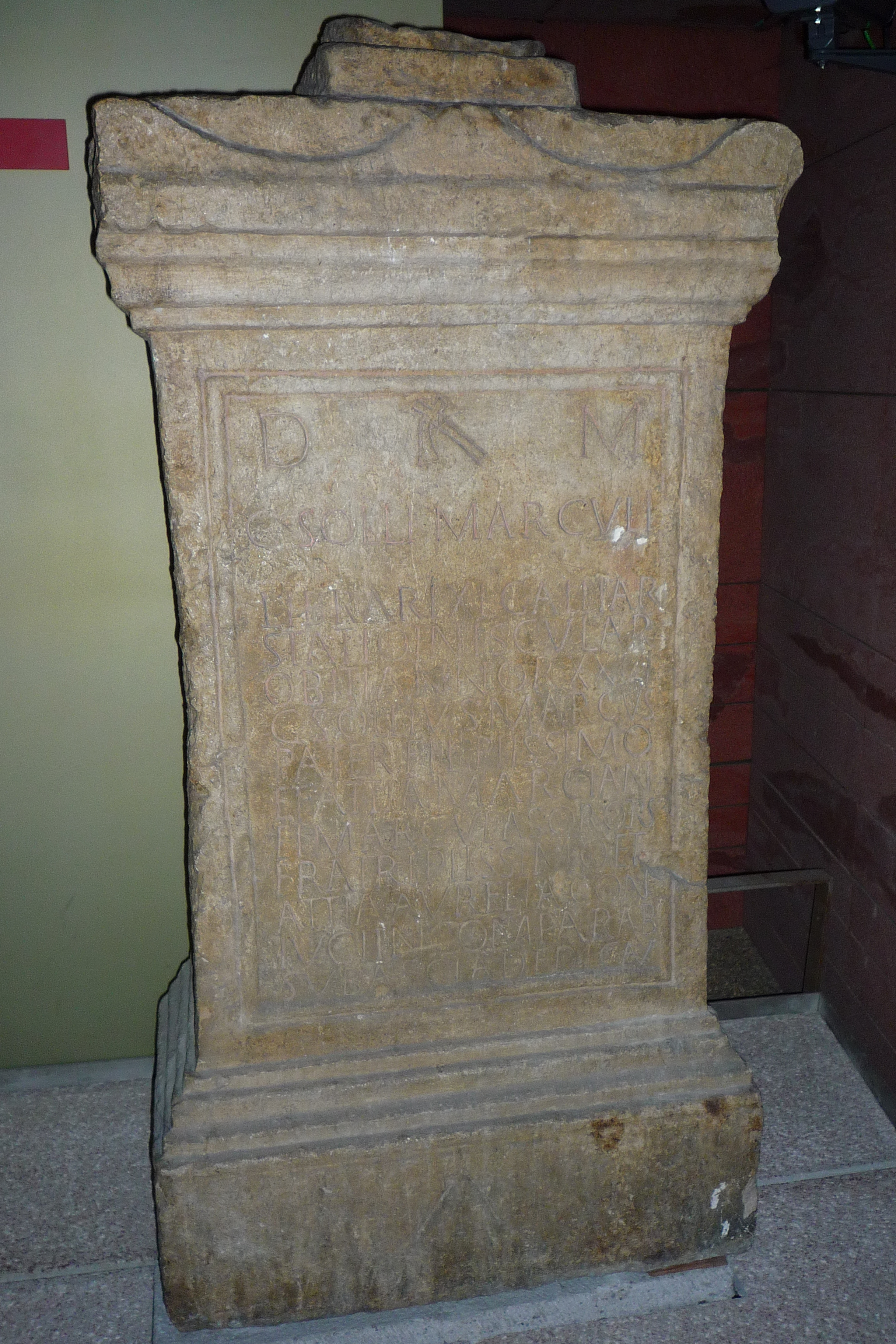
Cippe funéraire de Caius Sollius Marculus, librarius, « comptable » du Quarantième des Gaules.

La présence d'un bureau de douanes, celui du Quarantième des Gaules chargé de lever un impôt de 2,5 % sur la valeur des marchandises en transit, atteste l'importance du point de passage. Un cippe funéraire, connu sous le nom de cippe du quarantième des Gaules, a en effet été élevé à la mémoire d'un percepteur, Caius Sollius Marculus à la fin du IIe siècle. Retrouvé en 1846 dans les fondations de l'ancienne porte Jovia démolie deux siècles et demi auparavant, il est visible de nos jours au musée de l'Ancien Évêché. Il reste le seul objet connu d'époque où figure en toutes lettres le nom de Cularo et porte l'inscription : « Aux dieux Mânes de Caius Sollius Marculus, receveur du 40e des Gaules au bureau de Cularo, mort à 26 ans, Caius Sollius Marculus son père à son fils très affectionné, Attia Marciana et Marcula ses sœurs à leur frère très affectionné, Attia Aurélia à son mari incomparable, ont dédié (ce monument) sub ascia dedicare ». Le sens exact de la dernière formule restant controversé.
Des indices de confort urbain comme des domus, c'est-à-dire hôtels particuliers, avec chauffage et peintures murales probablement du IIe siècle et l'analyse du matériel épigraphique attestent la présence de notables qui exercent des magistratures à Vienne, et même dans les provinces du monde romain. Une peinture murale d'environ deux mètres de long a été retrouvée sur l'actuelle place Sainte-Claire en 1989. Visible au musée de l'Ancien Évêché, elle montre un décor végétal composé de buissons et de fleurs stylisées. Des objets typiques provenant de Milan ont été retrouvés comme des fibules à arc bouleté.
L'épigraphie donne connaissance de 88 inscriptions funéraires, dont les familles sont des notables comme les Attii, et ne représentent donc pas l'ensemble de la société de Cularo. Jusqu'à la christianisation débutée à Cularo dans le dernier quart du IVe siècle, les divinités les plus invoquées sont Mercure, Mars, Jupiter et Saturne. Ainsi, après l'écroulement d'une partie de la porte Viennoise le 24 septembre 1802, les travaux de démolition de la porte qui suivirent ont permis en 1808 d'exhumer entre autres les vestiges d'un piédestal de statue dédiée à Mars encastré dans l'une des tours dite de l'évêché du fait de sa proximité avec l'évêché. Déposé au lycée de la ville puis dans la cour d'une maison de la rue Bayard, ce vestige dédié à Mars et élevé par un chevalier romain Decimus Decmanius Caper, est répertorié depuis 1888 au CIL (volume XII, 2218) et visible au musée dauphinois.
La bourgade n'est pas orthonormée par ses rues mais constituée d'îlots de maisons, la disposition précise de l'habitat intra-muros reste encore hypothétique. Comme partout ailleurs, les axes routiers sortant de Cularo définissent des nécropoles mais du fait de la présence d'une rivière, ces sites sont installés sur la rive droite, très vite surélevée de quelques mètres par rapport à la plaine, les mettant à l'abri des crues. Ainsi des mausolées sont construits au IVe siècle sur le site de l'actuel musée archéologique Grenoble Saint-Laurent.

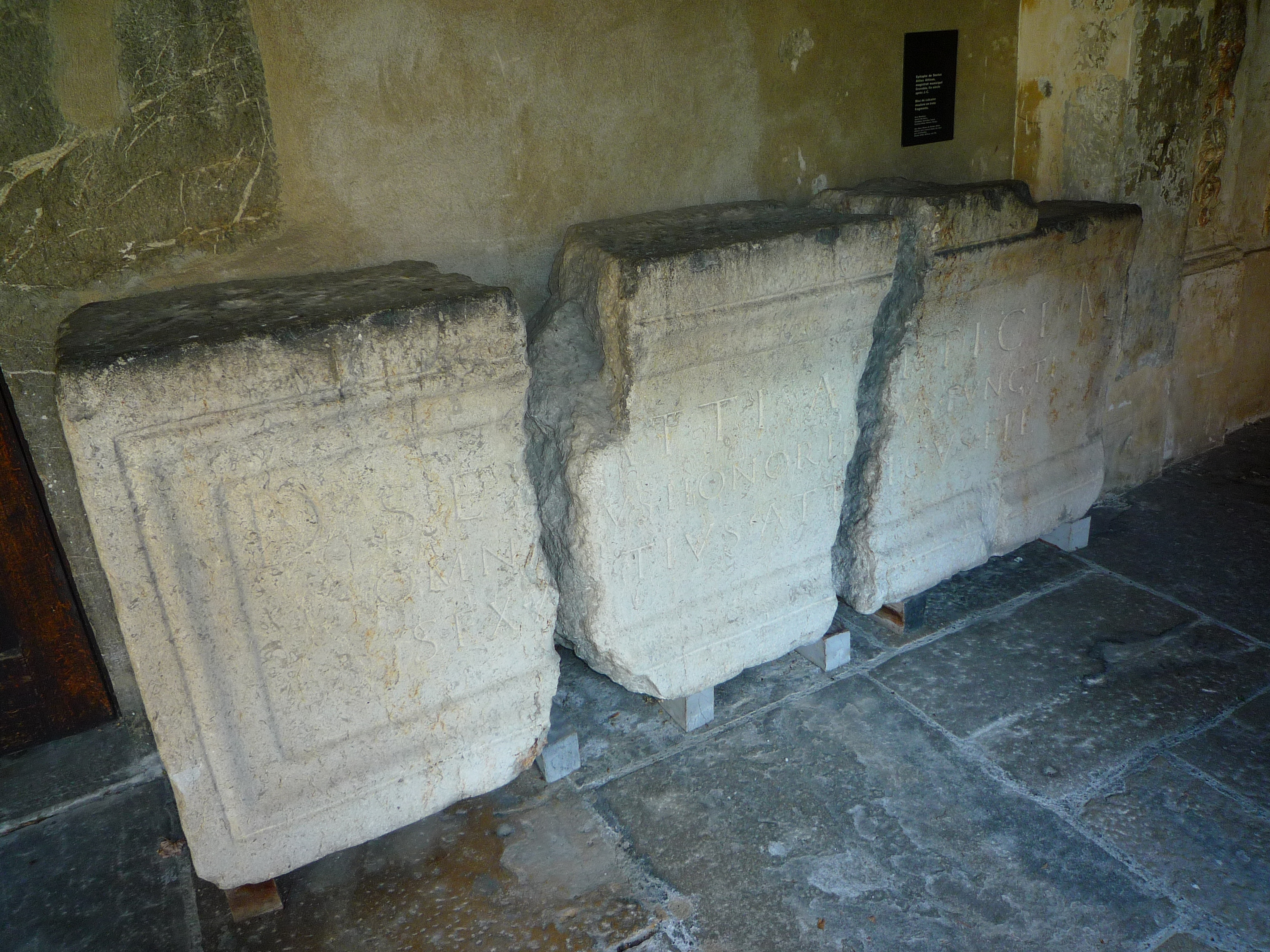
Épitaphe sur la pierre tombale d'un magistrat de Cularo du IIe siècle (musée dauphinois).

D'autres sites sont répertoriés à moins d'un kilomètre des anciens remparts de Cularo, comme dans la montée de Chalemont, où la chapelle Saint-Antoine attestée au XIVe siècle est le site d'une découverte de tombes dans des coffres de tuiles. De même, à La Tronche, sur le site du cimetière ancien de Saint-Ferréol, encore en usage, l'épitaphe du VIe siècle d'une certaine Populonia est découverte le 27 avril 1920 par Hippolyte Müller. La plaque de marbre de Carrare en parfait état mais avec les angles supérieur gauche et inférieur droit brisés à une époque lointaine porte l'inscription latine « Dans ce tombeau repose en paix, de bonne mémoire, Populonia, servante de Dieu, consacrée au Seigneur, qui, dans l'espoir de la résurrection par miséricorde du Christ, vécut 25 ans et mourut le jour des ides d'octobre, 12e année de l'indiction ». La plaque est visible de nos jours au musée archéologique Grenoble Saint-Laurent, dans une niche située dans l'escalier reliant la crypte à la nef de l'ancienne église.
La disparition des portes romaines donne l'occasion de retrouver certains objets de Cularo. C'est ainsi que plus de quinze siècles après leur construction, un sarcophage intact en pierre avec son couvercle est découvert en 1804 lors du déblaiement de la tour de l'évêché écroulée deux ans auparavant. Il portait l'inscription latine : « Aux dieux Mânes de Sextus Iulius Condianus, mort à l'âge de 25 ans, flamine de la Jeunesse, questeur de la colonie de Vienne, édile, Marcus Valerius Iulianus, son beau-père, et Valeria Secundilla à son mari très affectionné ». L'année suivante, Jacques-Joseph Champollion en poste à Grenoble décrit ce sarcophage et ses inscriptions remontant au IIe siècle dans une lettre adressée à Aubin-Louis Millin, professeur d'archéologie, démontrant ainsi son intérêt historique. Encore intact en 1822, le sarcophage répertorié au CIL (volume XII, 2245), est dessiné par Diodore Rahoult en 1864 dans Grenoblo Malhérou avec diverses mutilations.
À environ deux cents mètres du musée archéologique de Saint-Laurent, le site de Saint-Sixte découvert par Hippolyte Müller et fouillé après sa mort révèle des murs et des tombes en coffre de tuiles et de dalles. Cependant, selon l'usage antique qui établit une stricte séparation entre l'espace des morts et celui des vivants, un seul cas d'inhumation a été retrouvé sur la rive gauche de l'Isère, près de la porte Viennoise, à l'extérieur du rempart. Un premier groupe de douze sépultures dont les analyses des ossements par le radio-carbone et le mobilier archéologique donnent une datation de la fin du IVe siècle, voire du Ve siècle sur un lieu qui apporte des arguments pour interpréter cette aire d’inhumation comme liée à un épisode de catastrophe, ainsi qu'à la proximité du complexe cathédral de l'autre côté du rempart. L'analyse du second groupe de quinze sépultures fournit une datation du VIIe siècle et IXe siècle. Pour l'essentiel, les sujets inhumés sont des femmes ou des enfants.

## Changement de nom
Au début du IVe siècle, Cularo est suffisamment importante pour abriter un cantonnement permanent de troupes militaires dans ses parages, la cohorte prima Flavia Sapaudica. Son emplacement au carrefour de routes alpines contrôlant l'accès vers l'Italie semble en être la raison puisque dès la sécession de l'Empire des Gaules vers 260, Cularo était déjà devenue occasionnellement une ville de garnison. À partir de 381, la bourgade d'environ 2 000 habitants, va prendre le nom de Civitas Gratianopolitana (Gratianopolis) en l'honneur de l'empereur romain Gratien (Flavius Gratianus en latin). Bien qu'aucun document n'atteste son passage à Cularo lors de son déplacement en 379 dans la vallée du Rhône, les édiles locaux ont probablement voulu affirmer de cette manière le statut de la civitas et son intégration dans un empire conçu avant tout comme une fédération de cités. Avant l'intervention de l'empereur Gratien, la bourgade est administrée par des chorévêques suffragant de Vienne. Le premier évêque connu de Cularo est Domninus (Domnin). Originaire d'Embrun, sa présence est attestée au Concile d'Aquilée de septembre 381. Moins d'un siècle plus tard, l'abdication de l'empereur Romulus Augustule le 4 septembre 476 marque la fin de l'empire romain d'Occident.

## Les vestiges
Le rempart reste globalement en place durant exactement treize siècles, malgré deux extensions au cours du Moyen Âge. Sa construction est très dissuasive car il ne sera jamais attaqué au cours de l'histoire. Aujourd'hui, seuls quelques vestiges discrets de l'enceinte subsistent comme ceux d'une tour dégagée en 1963 au bout de la rue Lafayette vers le passage Sainte-Claire, ceux d'une tour habillée conservée sur toute sa hauteur au 9 place des Tilleuls ou ceux de la base d'une tour de guet intégrée au XVIIe siècle dans l'hôtel de Lesdiguières, ainsi que la base d'une autre tour de guet visible de nos jours dans le sous-sol du musée de l'Ancien Évêché. Depuis 1999, c'est également dans le sous-sol de ce musée que l'on peut visiter le baptistère du IVe siècle et ses annexes, accessibles pour les visiteurs par la poterne ou porte piétonne utilisée par les habitants de Cularo. Ultime témoignage des premiers temps chrétiens à Cularo, ce baptistère laisse découvrir l'évolution de la liturgie qui passe d'un baptême par immersion à un baptême par aspersion. Une tuyauterie de plomb et la diminution des dimensions de la cuve pentagonale accompagnant cette évolution reste bien visibles. Il a été plusieurs fois remanié, en fonction de l'évolution du rituel, et utilisé peut-être jusqu'au Xe ou au  XIe siècle au plus tard, avant de disparaître des mémoires : les cartulaires de l'Église de Grenoble, constitués sous l'épiscopat de Saint Hugues (1080-1132) ne font aucune allusion à un baptistère. La Table de Peutinger, copie du XIIIe siècle d'une ancienne carte romaine où figurent les routes et les villes principales de l'Empire romain affiche le terme de Culabone au site de Cularo.
|  |  |

La suppression en 1963 d'une portion de 65 mètres des remparts antiques enterrés au niveau de la rue de la République afin d'y construire un immeuble, la construction de la Maison du tourisme en 1974, une nouvelle campagne de fouilles sur le site de Saint-Laurent en 1974 et 1978, puis la redécouverte fortuite du baptistère lors de travaux du tramway en 1989 ont donné l'occasion de procéder à des fouilles archéologiques et de découvrir des objets de la vie quotidienne. Cependant, des archéologues comme Bernard Dangréaux remettent en cause la qualité des fouilles du parking Lafayette dans la rue de la République puisque effectuées postérieurement à l'excavation et qui ne peuvent alors se résumer qu'à un simple examen des coupes de terrain.

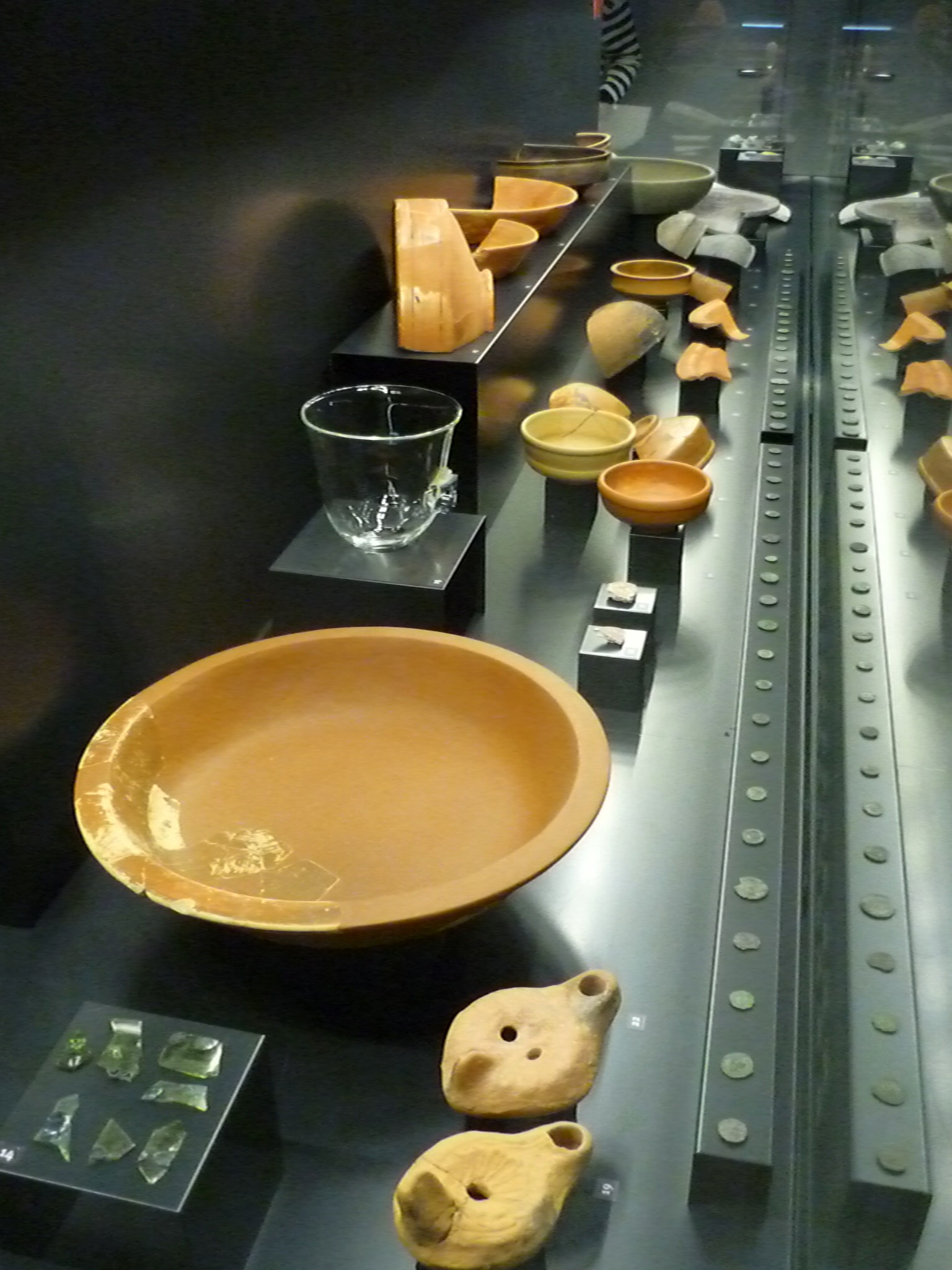
Objets divers retrouvés à Saint-Laurent

Sur la rive droite, l'ancienne église Saint-Laurent et la crypte Saint-Oyand du VIe siècle, devenues musée archéologique Grenoble Saint-Laurent, procurent au public des informations sur les rites funéraires des premiers siècles. La ville s'est construite et reconstruite sur un même site avec souvent une réutilisation des matériaux et le sol antique se trouve trois à quatre mètres au-dessous du sol actuel. La zone de la ville antique est aujourd'hui totalement piétonne et n'a jamais pu être fouillée en profondeur.
D'autres fouilles ont cependant porté leurs fruits dans les environs immédiats de Grenoble afin de retrouver des vestiges de l'époque romaine comme celles d'Hippolyte Müller qui après quatre années de recherches découvre le 15 mai 1898 la citerne d'un poste romain au pré Rencurel, probablement du nom du berger qui l'a jadis occupé, dans l'extrémité méridionale de la crête du Néron,. De nouvelles séries de fouilles, menées pendant une douzaine d'années au poste et au chemin romains, mettent au jour de nombreux fragments de tuiles, des débris de verre, de la ferraille (clous, anneau, lame de couteaux, fragments d'armure), de la poterie, de la céramique, de la monnaie, dont un bronze de Claude II, des outils de cordonnerie et autres objets métalliques, mais également un broyeur en quartzite antérieur à l'époque romaine. Elles aboutissent à la découverte du squelette d'un probable ouvrier mort par accident lors du creusement de la paroi,.
En 1868, les peintres dauphinois, Diodore Rahoult et Henri Blanc-Fontaine rendent hommage aux noms antiques de la ville en réalisant la décoration du plafond du vestibule du musée-bibliothèque de Grenoble sur lequel ils dessinent les noms de Cularo et de Gratianopolis. En 1957, une plaque commémorant le bi-millénaire de l'officialisation de la ville dans un écrit, est inaugurée par le maire Léon Martin au-dessus de la fontaine du lion et du serpent. Au début des années 2000, le cheminement de l'enceinte romaine est représenté au sol par des pastilles portant la mention : Rempart Cularo IIIe siècle. Un sentier piéton partant du bas de la montée de Chalemont en direction de la Bastille porte le nom de Cularo.

## La bibliographie sur Cularo
Jusqu'au XIXe siècle, hormis quelques manuscrits établis par Nicolas Charbot, Nicolas Chorier ou Joseph de Bimard, un seul ouvrage imprimé avait vu le jour concernant ce que l'on nomme alors les anciennes inscriptions de Grenoble. Son auteur Guy Allard, avocat au parlement du Dauphiné, connu pour son œuvre abondante d'érudition se contente de décrire les inscriptions romaines trouvées dans la région grenobloise dans son livre Anciennes inscriptions de Grenoble publié en 1683.
Bien qu'aucun vestige monumental d'importance des IIIe siècle et IVe siècle ne soit parvenu jusqu'à notre époque à cause de la reconstruction de la ville sur elle-même, un archéologue s'intéresse cependant à ses origines dès le début du XIXe siècle. En 1803, Jacques-Joseph Champollion rédige Dissertation sur un monument souterrain existant à Grenoble, relatif aux restes archéologiques d'une église paléo-chrétienne sur la rive droite de l'Isère et non d'un temple païen, apportant l'information que l'emplacement de cette église Saint-Laurent ne préjuge pas de l'emplacement de Cularo, puisque les chrétiens avaient coutume de bâtir des églises hors de l'enceinte des villes. En 1807 à la demande de son ami le préfet Joseph Fourier, Champollion sort le livre Antiquités de Grenoble ou histoire ancienne de cette ville d'après ses monuments, avec une approche pragmatique et scientifique de Cularo. Sept ans plus tard en 1814, alors que son frère Jean-François est en poste à Grenoble, il écrira un second ouvrage généraliste sur Cularo intitulé Nouveaux éclaircissemens sur la ville de Cularo, aujourd'hui Grenoble dans lequel il conforte sa position de spécialiste de l'histoire antique de Grenoble et explique la substitution du nom de Gratianopolis à celui de Cularo.
Au fil du temps et des nouvelles découvertes d'objets dans le sol, d'autres historiens poursuivent cette étude du Grenoble antique comme Jean Pilot-de-Thorey qui sort en 1829 Histoire de Grenoble et de ses environs, depuis sa fondation sous le nom de Cularo jusqu'à nos jours, suivi en 1833 des deux tomes de Recherches sur les antiquités dauphinoises. À la fin du siècle, l'archiviste Auguste Prudhomme écrit en 1888 Histoire de Grenoble, reprenant dans son approche chronologique l'ensemble de l'évolution de Cularo.
Le 22 janvier 1894, le docteur Arthur Bordier fonde la Société dauphinoise d'éthnologie et d'anthropologie contribuant d'une façon décisive au recensement et à la vulgarisation des épitaphes gallo-romaines retrouvées dans la région grâce à l'édition de bulletins trimestriels. C'est l'occasion pour l'un des membres de cette société savante, Hippolyte Müller, de commencer une carrière d'ethnographe qui aboutira à de nombreuses publications sur des découvertes archéologiques en Dauphiné, mais surtout à la création en 1906 du musée dauphinois. En 1911, le géographe et écrivain Henri Ferrand reprend dans son livre Grenoble capitale des Alpes françaises une description de Cularo assez proche de celle de Pilot-de-Thorey. Au début du XXe siècle, une succession de travaux d'ampleur donnent l'opportunité de fouilles archéologiques et de découvertes d'objets au centre-ville donnant l'occasion à une nouvelle génération d'archéologues d'offrir une abondante bibliographie sur l'époque gallo-romaine à Grenoble.

## Sources